# Arch Enemy
Arch Enemy är ett svenskt melodisk death metal-band från Halmstad, grundat 1996 av gitarristen Michael Amott efter att han lämnat sitt tidigare band Carcass. Sitt stora genombrott fick Arch Enemy då bandets förra tyska sångerska Angela Gossow tog plats i bandet i samband med albumet Wages of Sin (2001).
Arch Enemy är ett av Sveriges större death metal-band och har sedan starten gett ut åtta studioalbum, två livealbum/videor samt tre EP-skivor (dock aldrig några singlar). Bandet spelar klassisk melodisk dödsmetall, men blandar också in en hel del element från thrash metal-scenen, och även en gnutta 1980-talshårdrock, vilket hörs genom att bandet lägger stor vikt vid gitarrsolon. Ett relativt originellt drag med Arch Enemy är att de har en kvinnlig sångare, som framför growl lika starkt och dovt som en mansröst.
Efter inspelningen av bandets sjätte album Doomsday Machine (2005) hoppade gitarristen Christopher Amott av bandet för att koncentrera sig på sina studier. Han ersattes av Fredrik Åkesson. I mars 2007 återförenades Christopher Amott med bandet.
Angela Gossow lämnade bandet som sångerska i mars 2014 men jobbar vidare som bandets manager och ersattes av kanadensiska sångerskan Alissa White-Gluz, tidigare sångerska i The Agonist.
Arch Enemys elfte studioalbum Will to Power släpptes den 8 september 2017.

## Historia

### De tidiga åren ochBlack Earth(1996–1997)
Arch Enemy bildades av gitarristen Michael Amott året efter att hans tidigare band Carcass splittrats 1995. Michael Amott och hans yngre bror Christopher Amott (Armageddon) bildade tillsammans med sångaren Johan Liiva (ex-Carnage, Furbowl) och trummisen Daniel Erlandsson (Eucharist) vad Michael Amott kallade för "ett försök att sammanfoga melodi med aggressivitet och teknikalitet".
Bandets debutalbum Black Earth gavs ut i december 1996 på det numera nerlagda skivbolaget Wrong Again Records. Det blev en hyfsad succé i såväl Sverige som Japan och musikvideon till första singeln Bury Me an Angel spelades en hel del på MTV. Än så länge var Arch Enemy mer ett soloprojekt än ett fullständigt band; Michael Amott skrev alla låtar och spelade till och med bas på albumet, trots att albumfoldern listade Liiva som basist. Amott har senare sagt att anledningen till detta var att det skulle se mer ut som att ett "band" hade spelat in skivan. Många anser att Black Earth är bandets mest aggressiva album, ett drag som mjukades ner något på det följande albumet, men som aldrig övergavs.

### Stigmata,Burning Bridgesoch Angela Gossow (1998–2000)
Efter skivsläppet av Black Earth bytte bandet skivbolag och skrev på kontrakt med Century Media Records. 1998 gav de ut en uppföljare Stigmata med sin nya basist Martin Bengtsson och nya trummis Peter Wildoer. Albumet gav bandet uppmärksamhet av en bredare publik och blev populärt i både Europa och USA. Det var också det första av Arch Enemys album som gavs ut i hela världen.
Under 1999 tog Sharlee D'Angelo över rollen som Arch Enemys basist och Daniel Erlandsson rekryterades än en gång som bandets trummis, denna gången permanent. Gruppens tredje album Burning Bridges gavs ut i maj samma år och följdes kort därefter av livealbumet Burning Japan Live 1999, vilket först var tänkt att endast släppas i Japan, men kom sedan ut i resten av världen från fansen. Under Burning Bridges-turnén ersattes Sharlee D'Angelo tillfälligt två gånger; första gången av Dick Lövgren (Meshuggah, ex-Armageddon) och andra gången av Roger Nilsson (ex-Spiritual Beggars, Firebird, The Quill). Albumet Burning Bridges markerade en ändring i bandets sound som nu hade övergått till ett mer melodiskt steg, medan det fortfarande behöll sitt tidigare melodiska death metal-sound som man först kunde höra på de två första albumen.
I november 2000 sparkades sångaren Johan Liiva av de övriga medlemmarna. Michael Amott påstod att han ville ha en mer "dynamisk frontkvinna" och att Liivas liveframträdanden inte höll samma klass som resten av bandet. Liiva ersattes inom kort av den tyska amatörjournalisten- och death metal-sångerskan Angela Gossow, som hade skickat in en demo till Christopher Amott tidigare samma år under en intervju hon hade gjort med honom. Gossow visade sig vara en kompetent sångerska och gjorde ett gott intryck hos de flesta fansen.

### Wages of SinochAnthems of Rebellion(2001–2003)
Det första albumet med låtar där Gossow medverkade som sångerska var bandets fjärde album Wages of Sin (2001). I samband med en ny sångare började bandet även att använda sig av C-stämda gitarrer istället för B-stämda, vilket har fortsatt fram till idag. I december samma år medverkade Arch Enemy på liveshowen "Japan's Beast Feast 2002" där de spelade tillsammans med Slayer och Motörhead.
Gruppens femte album Anthems of Rebellion (2003) innebar en del förändringar, främst användandet av extrasång i låtarnas harmonidelar, bland annat i End of the Line och Dehumanization. I juni 2004 turnerade bandet i Japan tillsammans med det japanska förbandet Edge of Spirit. I november samma år gav man ut EP:n Dead Eyes See No Future innehållande livelåtar av band som Manowar, Megadeth och Carcass.

### Doomsday Machine(2004–2006)

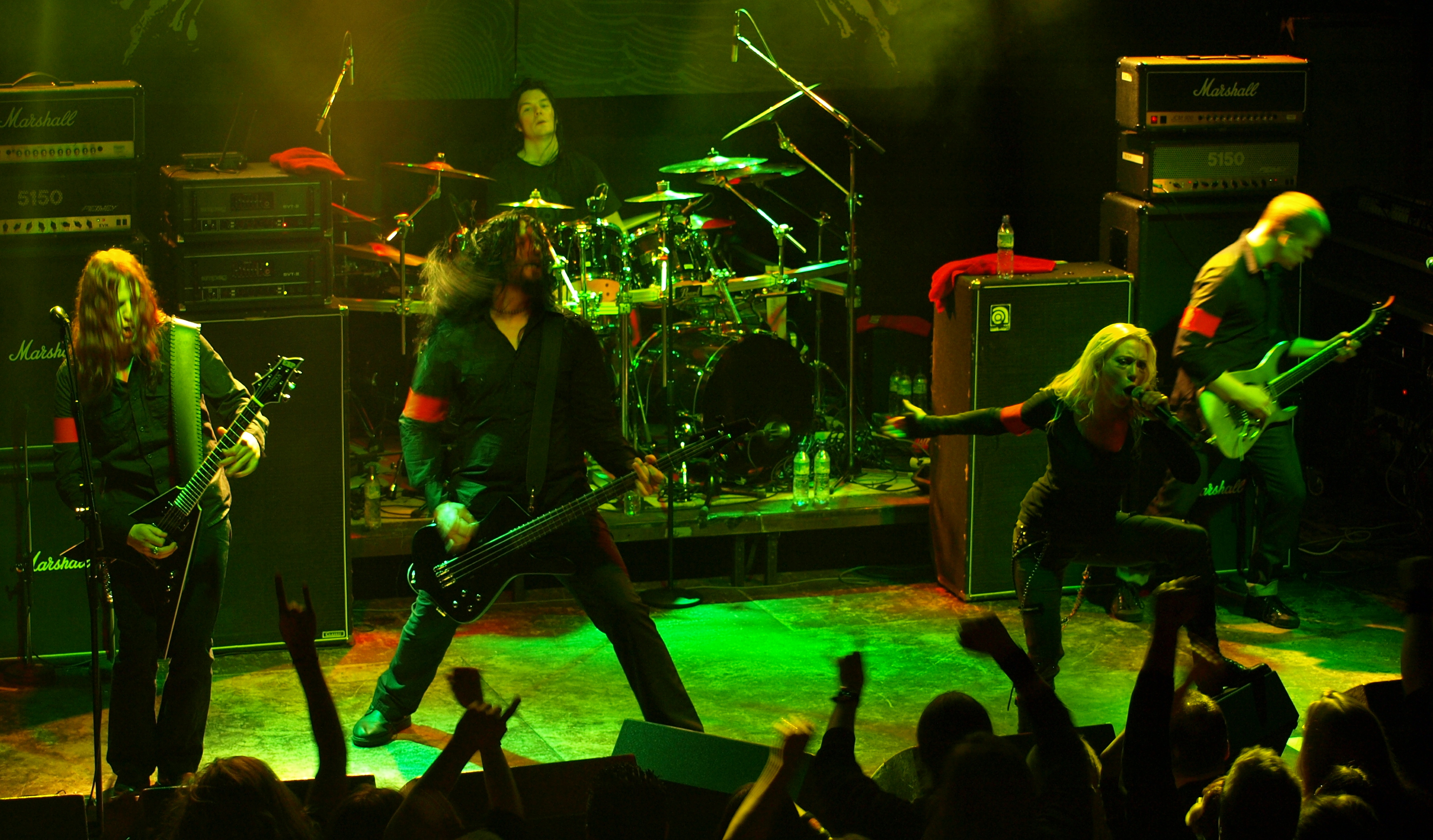
Arch Enemy live 2008.

I juni 2005 var deras sjätte album Doomsday Machine färdiginspelat. Månaden därpå lämnade gitarristen Christopher Amott bandet för att kunna fokusera på sitt privatliv. Han ersattes därför tillfälligt av Gus G. (ex-Dream Evil, Firewind) och senare av Fredrik Åkesson i september samma år. Christopher Amott återvände dock permanent i mars 2007, kort efter att bandet begav sig in studion för att påbörja inspelningen av sitt nya album med Fredrik Nordström som producent (In Flames, Soilwork). Fredrik Åkesson blev istället gitarrist i Opeth i maj 2007. Ett album med låtar från Arch Enemys debutalbum Black Earth släpptes som nyutgåva den 24 april 2007 med Liiva på sång.

### Rise of the Tyrant(2007–2008)
Arch Enemys sjunde album gavs ut den 24 september 2007 med titeln Rise of the Tyrant. Albumet debuterade på plats 84 på Billboard 200-listan i USA. Detta överträffade placeringen för Doomsday Machine, vilket gjorde att Rise of the Tyrant dittills blev bandets högst placerade album. Gossow nämnde att albumet hade mer känsla och mindre dubbelsång, såväl som mindre röstbehandling och visar upp en mer "rå" presentation.
Arch Enemy spelade vid Bloodstock Open Air Festival i augusti 2007, mellan Sabbat och In Flames och med Lacuna Coil som huvudnummer. Finntroll och Sight of Emptiness var också bland de band som spelade. Arch Enemy uppträdde också på Black Crusade-turnén i slutet av 2007 med Machine Head, Trivium, DragonForce och Shadows Fall. 
Den 8 mars 2008 spelade Arch Enemy in en show i Tokyo, Japan till live-dvd:n Tyrants of the Rising Sun. De var även ett av huvudbanden till Defenders of the Faith-turnén i april 2008 med Opeth och DevilDriver där 3 Inches of Blood var förband. Efter det var de även huvudband för Tyranny and Bloodshred-turnén i maj samma år med Dark Tranquillity, Divine Heresy och Firewind som förband.

### The Root of All Evil(2009–2010)
Arch Enemys åttonde album The Root of All Evil (2009) består av tolv nyinspelade låtar från gruppens tre första album då Gossow inte ännu var medlem i bandet. Den första halvan av 2009 ägnade bandet åt att turnera i Europa och Sydamerika, och de uppträdde även på den årliga Dubai Desert Rock Festival tillsammans med bland andra Opeth, Chimaira och Motörhead. Efter utgivningen av The Root of All Evil i september begav sig bandet ut på turné i Asien och Australien (där de spelade för första gången i Nya Zeeland) med start den 17 oktober vid Loud Park festival i Japan.

### Khaos LegionsochWar Eternal(2011 - 2015)

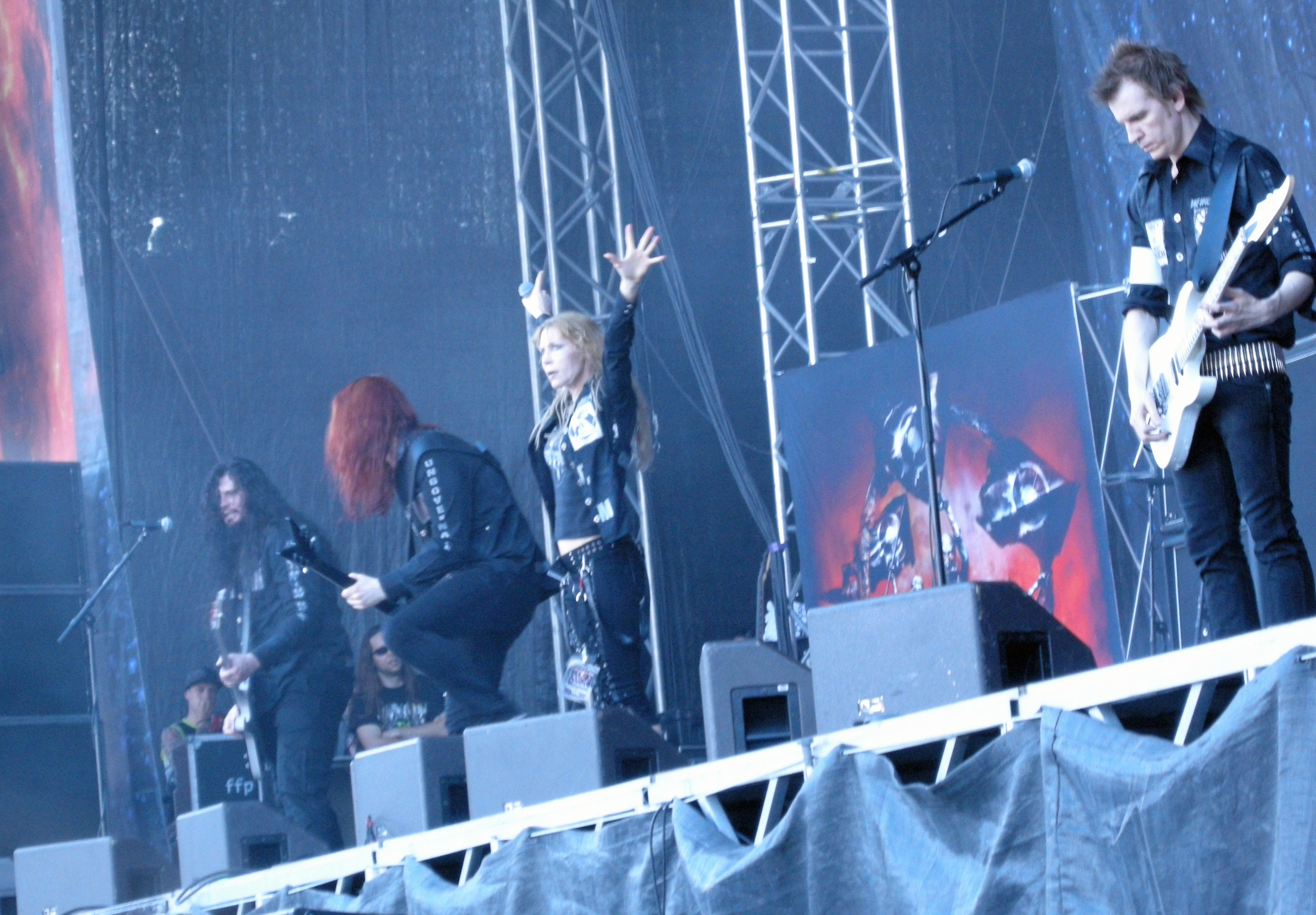
Arch Enemy på Sonisphere Stockholm 2011.

Arch Enemy bekräftade via sin hemsida att ett nytt studioalbum med titeln Khaos Legions skulle släppas den 30 maj 2011. Skivan innehåller 16 låtar, och är enligt Angela Gossow ett mer punkinfluerat album. Sommaren 2011 turnerade bandet i Europa och spelade bland annat på Sonisphere Festival i Stockholm 9 juli.
Den 17 mars 2014 meddelade sångerskan Gossow att hon lämnar bandet men fortsätter som manager. Efterträdare blev Alissa White-Gluz, tidigare sångerska i The Agonist. Gitarristen Nick Cordle lämnade också bandet. Ersättaren blev Jeff Loomis som grundade och spelar i det amerikanska bandet Nevermore. Albumet War Eternal släpptes 4 juni 2014. Albumet innehåller 13 låtar. En "Artbook Version" utgavs också. Den innehåller bland annat ett bonusspår, "Shadow on the Wall", skriven av Mike Oldfield.

### Will to Power och Decivers(2016 - 2023)
Det elfte studioalbumet, Will to Power, gavs ut den 8 september 2017. Albumet vann Gaffapriset i kategorin hårdrock/metal och var även nominerad till en Grammis i samma kategori.
Det tolfte studioalbumet, Decivers, gavs ut den 12 augusti 2022. Albumet var planerat att släppas 29 Juli 2022 men utgivnings datum förflyttades utan angiven anledning. I december 2023 lämnade Loomis Arch Enemy på goda villkor för att "gå in i ett nytt kapitel i mitt liv." Joey Concepcion tillkännagavs som hans ersättare. 

### Blood Dynasty (2024–)
Den 4 oktober 2024 meddelade bandet att deras trettonde album, Blood Dynasty, skulle släppas den 28 mars 2025. Den officiella musikvideon till "Liars & Thieves" släpptes den 17 oktober, samt den officiella musikvideon till "Dream Stealer" släpptes 31 juli.

## Medlemmar
Nuvarande medlemmar

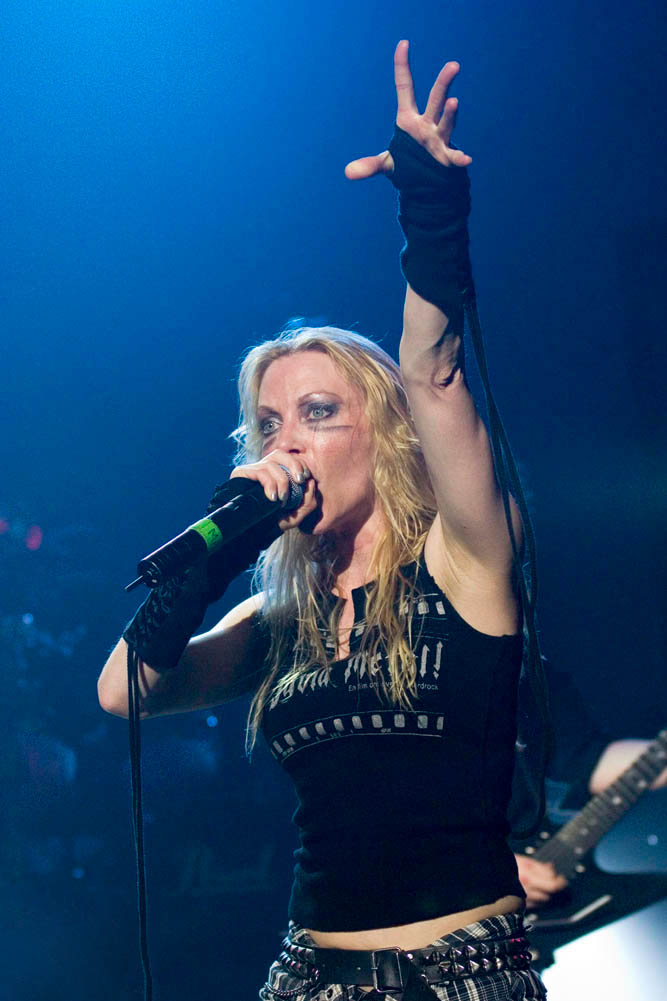
Angela Gossow var sångare i Arch Enemy 2001–2014.

- Michael Amott – gitarr, bakgrundssång (1995– ), basgitarr (1996), keyboard (2007)
- Daniel Erlandsson – trummor (1996, 1998– )
- Sharlee D'Angelo – basgitarr (1998– )
- Alissa White-Gluz – sång (2014– )
- Joey Concepcion – gitarr (2023–)

Tidigare medlemmar
- Christopher Amott – gitarr, bakgrundssång (1995–2005, 2007–2012)
- Johan Liiva – sång (1995–2000), basgitarr (1996 på Black Earth-turnén)
- Martin Bengtsson – basgitarr (1997–1998)
- Angela Gossow – sång (2001–2014)
- Fredrik Åkesson – gitarr (2005–2007)
- Nick Cordle – gitarr (2012–2014)
- Jeff Loomis – gitarr, bakgrundssång (2014–2023)

Bidragande musiker
- Dick Lövgren – basgitarr (1999, live)
- Peter Wildoer – trummor (1997)
- Roger Nilsson – basgitarr (1999–2000, live)
- Udo Schlangschnabel – mässinginstrument på albumet Fate of Norns (2004)
- Gus G. – gitarr (2005, live), gästsolo på låten Taking Back My Soul (2005)
- Per Wiberg – keyboard på albumen Wages of Sin (2001) och Anthems of Rebellion (2003)

## Diskografi
Studioalbum
- 1996 – Black Earth
- 1998 – Stigmata
- 1999 – Burning Bridges
- 2001 – Wages of Sin
- 2003 – Anthems of Rebellion
- 2005 – Doomsday Machine
- 2007 – Rise of the Tyrant
- 2009 – The Root of All Evil
- 2011 – Khaos Legions
- 2014 – War Eternal
- 2017 – Will to Power
- 2022 – Decivers
- 2025 – Blood Dynasty (Kommande album)

Livealbum
- 2000 – Burning Japan Live 1999
- 2008 – Tyrants of the Rising Sun (CD+DVD)
- 2012 – Astro Khaos 2012 - Official Live Bootleg (CD+DVD)
- 2017 – As the Stages Burn! - Live at Wacken 2016 (CD+DVD)

EP
- 2002 – Burning Angel
- 2004 – Dead Eyes See No Future
- 2007 – Revolution Begins
- 2015 – Stolen Life

Singlar
- 2005 – "Doomsday Machine"
- 2014 – "War Eternal"
- 2014 – "Nitad / When the Innocent Die"
- 2021 - "Deceiver, Deceiver"
- 2024 - "Liars and thieves" samt "Dream Stealer"

Live-DVD
- 2006 – Live Apocalypse (2DVD)
- 2008 – Tyrants of the Rising Sun (CD+DVD)
- 2016 – War Eternal Tour: Tokyo Sacrifice (DVD)
- 2017 – As the Stages Burn! - Live at Wacken 2016 (CD+DVD)

Samlingsalbum
- 2009 – Manifesto of Arch Enemy
- 2011 – Dawn of Chaos
- 2015 – Original Album Collection
- 2019 – Covered in Blood

Annat
- 2005 – Arch Enemy / Nevermore (delad promosampler)
- 2014 – "Iron Destiny / Breaking the Law" (delad 7" vinyl: Arch Enemy / Kreator)